# Badnavirus
Genre
Badnavirus est un genre de virus de la famille des Caulimoviridae, ordre des Ortervirales, dont les hôtes naturels sont les plantes (phytovirus). Ce sont des virus bacciliformes, dont le génome monopartite est constitué d'ADN circulaire à double brin, et présente trois cadres de lecture ouverts. Ces virus sont des virus rétroïdes ou pararétrovirus, qui utilisent la transcriptase inverse pour répliquer leur génome.
Le nom générique « Badnavirus », avec le préfixe Badna-, fait référence à la forme du virion (Ba pour bacilliforme) et au type d'acide nucléique (DNA pour ADN).
On a identifié 74 espèces dans ce genre, dont l'espèce-type, le virus de la marbrure jaune du Commelina  (CoYMV, Commelina yellow mottle virus). Parmi les maladies associées à ce genre figure l'œdème des pousses du cacaoyer (CSSV, Badnavirus alphainflatheobromae, cacao swollen shoot) qui se manifeste par divers symptômes : chlorose des feuilles, nécrose des racines, liseré nervaire rouge sur les jeunes feuilles, tachetures des cabosses et gonflement des tiges et des racines suivi d'un dépérissement. L'infection diminue le rendement de 25 % en un an, de 50 % en deux ans et finit en général par tuer les arbres en 3 à 4 ans,.

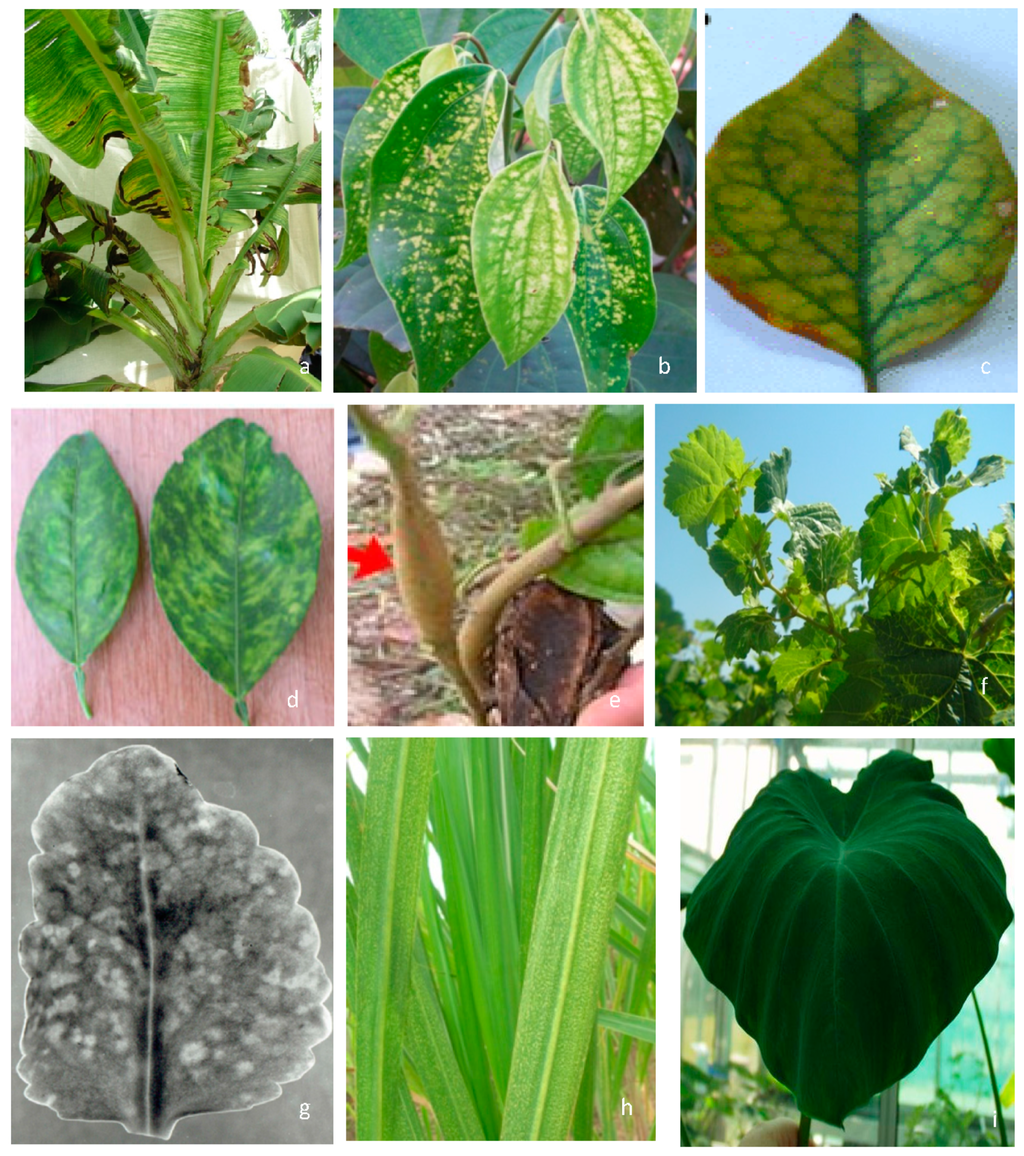
Symptômes des maladies causées par les badnavirus. (a) bananier, (b) poivre noir, (c) bougainvilliers, (d) agrumes, (e) cacao, (f) vigne, (g) kalanchoe, (h) canne à sucre, (i) taro

Des virus du genre Badnavirus sont responsables de très graves maladies de cultures vivrières importantes, comme le riz, la canne à sucre, le bananier ou le cacaoyer. Ils attaquent également des cultures ornementales appartenant entre autres aux genres Kalanchoe, Canna, Commelina.

## Prévention
La gestion efficace de la maladie repose sur la détection précoce puis l'élimination et le remplacement des plantes infectés par des génotypes indemnes de virus et tolérants à la CSSD.

## Les espèces du genreBadnavirus
Les espèces ci dessous sont référencées (2024) suivie de leur nom usuel en anglais,
- Badnavirus aglaonemae, Aglaonema bacilliform virus,
- Badnavirus alphacolocalasiae, Taro bacilliform virus,
- Badnavirus alphadioscoreae, Dioscorea bacilliform AL virus,
- Badnavirus alphamaculaflavicannae, Canna yellow mottle associated virus,
- Badnavirus alphananas, Pineapple bacilliform CO virus,
- Badnavirus alphasacchari, Sugarcane bacilliform Guadeloupe A virus,
- Badnavirus betacolocalasiae, Taro bacilliform CH virus,
- Badnavirus betadioscoreae, Dioscorea bacilliform AL virus 2,
- Badnavirus betamaculaflavicannae, Canna yellow mottle virus,
- Badnavirus betananas, Pineapple bacilliform ER virus,
- Badnavirus betasasacchari, Sugarcane bacilliform Guadeloupe D virus,
- Badnavirus camelliae, Camellia sinensis badnavirus 1,
- Badnavirus decoloratiovitis, Grapevine Roditis leaf discoloration-associated virus,
- Badnavirus deltadioscoreae, Dioscorea bacilliform RT virus 1,
- Badnavirus deltasacchari, Sugarcane bacilliform MO virus,
- Badnavirus epsilondioscoreae, Dioscorea bacilliform RT virus 2,
- Badnavirus etadioscoreae, Dioscorea bacilliform SN virus,
- Badnavirus fatsiae, Fatsia badnavirus 1,
- Badnavirus fici, Fig badnavirus 1,
- Badnavirus gammadioscoreae, Dioscorea bacilliform ES virus,
- Badnavirus gammasacchari, Sugarcane bacilliform IM virus,
- Badnavirus maculacommelinae, Commelina yellow mottle virus,
- Badnavirus maculadracaenae, Dracaena mottle virus,
- Badnavirus maculaepiphylli, Epiphyllum mottle-associated virus,
- Badnavirus maculahederae, Ivy ringspot-associated virus,
- Badnavirus maculakalanchoes, Kalanchoe top-spotting virus,
- Badnavirus maculapiperis, Piper yellow mottle virus,
- Badnavirus maculasmallanthi, Yacon necrotic mottle virus,
- Badnavirus maculaspiraeae, Spiraea yellow leafspot virus,
- Badnavirus maculaucubae, Aucuba ringspot virus,
- Badnavirus meliae, Chinaberry tree badnavirus 1,
- Badnavirus mori, Mulberry badnavirus 1,
- Badnavirus necrozamiae, Cycad leaf necrosis virus,
- Badnavirus occultipomeae, Sweet potato pakakuy virus,
- Badnavirus phirubi, Blackberry virus F,
- Badnavirus reterubi, Rubus yellow net virus,
- Badnavirus rutilanscamelliae, Camellia lemon glow virus,
- Badnavirus tessellocastaneae, Chestnut mosaic virus,
- Badnavirus tessellocitri, Citrus yellow mosaic virus ou CiYMV,
- Badnavirus tessellopandani, Pandanus mosaic associated virus,
- Badnavirus tessellopolysciatis, Polyscias mosaic virus,
- Badnavirus tessellostyphnolobii, Pagoda yellow mosaic associated virus,
- Badnavirus tesselloziziphi, Jujube mosaic-associated virus,
- Badnavirus tetadioscoreae, Dioscorea bacilliform TR virus,
- Badnavirus venabougainvilleae, Bougainvillea chlorotic vein banding virus,
- Badnavirus venacodonopsis, Codonopsis vein clearing virus,
- Badnavirus venaribis, Gooseberry vein banding associated virus,
- Badnavirus venavitis, Grapevine vein clearing virus,
- Badnavirus venazanthoxyli, Green Sichuan pepper vein clearing-associated virus,
- Badnavirus vitis, Grapevine badnavirus 1,
- Badnavirus volubetulae, Birch leafroll-associated virus,
- Badnavirus wisteriae, Wisteria badnavirus 1,
- Badnavirus zetadioscoreae, Dioscorea bacilliform RT virus 3,
- Badnavirus ziziphi, Jujube badnavirus WS

### Variantes de la population dubadnavirusdu cacaoyer admises comme espèces
voir Virus de l'œdème des pousses du cacaoyer
- Badnavirus alphainflatheobromae, Cacao swollen shoot CD virus,
- Badnavirus betainflatheobromae, Cacao swollen shoot CE virus, Virus de l'œdème des pousses du cacaoyer,
- Badnavirus deltainflatheobromae, Cacao swollen shoot Ghana N virus,
- Badnavirus epsiloninflatheobromae, Cacao swollen shoot Ghana Q virus,
- Badnavirus etainflatheobromae, Cacao swollen shoot Togo B virus,
- Badnavirus gammainflatheobromae, Cacao swollen shoot Ghana M virus,
- Badnavirus tessellotheobromae, Cacao mild mosaic virus,
- Badnavirus tetainflatheobromae, Cacao swollen shoot Ghana T virus,
- Badnavirus theobromae, Cacao bacilliform Sri Lanka virus,
- Badnavirus venatheobromae, Cacao yellow vein banding virus,
- Badnavirus zetainflatheobromae, Cacao swollen shoot Togo A virus,

### Variantes de la population dubadnavirusdu bananier admises comme espèces
- Badnavirus alphavirgamusae, Banana streak GF virus,
- Badnavirus betavirgamusae, Banana streak IM virus,
- Badnavirus deltavirgamusae, Banana streak OL virus,
- Badnavirus epsilonvirgamusae, Banana streak UA virus,
- Badnavirus etavirgamusae, Banana streak UL virus,
- Badnavirus gammavirgamusae, Banana streak MY virus,
- Badnavirus iotavirgamusae, Banana streak VN virus,
- Badnavirus thetavirgamusae, Banana streak UM virus,
- Badnavirus zetavirgamusae, Banana streak UI virus[10]